# Maidenia ceratocarpa
Maidenia ceratocarpa är en flockblommig växtart som först beskrevs av Robert Desmond David Fitzgerald, och fick sitt nu gällande namn av Karel Domin. Maidenia ceratocarpa ingår i släktet Maidenia och familjen flockblommiga växter. Inga underarter finns listade i Catalogue of Life.